# Wilkiea
Wilkiea es un género con once especies de plantas de flores perteneciente a la familia Monimiaceae. 

## Especies seleccionadas
- Wilkiea angustifolia
- Wilkiea austroqueenslandica
- Wilkiea calyptrocalyx
- Wilkiea foremanii
- Wilkiea hugeliana
- Wilkiea huegeliana
- Wilkiea loxocarya
- Wilkiea macooraia
- Wilkiea macrophylla
- Wilkiea wardellii
- Wilkiea wiardelli